# 福島孝広
福島 孝広（ふくしま たかひろ、6月26日 - ）は、日本の男性声優、ナレーター。福岡県出身。東京俳優生活協同組合所属。

## 来歴
1998年に日本ナレーション演技研究所に所属。
2002年より映像テクノアカデミアに移籍。
2003年より東京俳優生活協同組合に移籍。

## 人物・特色
声種はハイバリトン。
趣味は野球。
免許・資格は普通自動車。

## 出演

### テレビドラマ
- ミス・パイロット（フジテレビ） - 管制官の声

### 劇場アニメ
- どうぶつ村のトム・ソーヤー

### ラジオドラマ
- NISSAN あ、安部礼司 ～BEYOND THE AVERAGE～（TOKYO FM系列）
- 逃げる兵士（NHK九州）

### ナレーション
- BS世界のドキュメンタリー（NHK BS1）
- スーパーJチャンネル（テレビ朝日系列）
- SmaSTATION-4（テレビ朝日系列）
- TOKYO MX NEWS（TOKYO MX） - 月・火・水曜担当
- 小山慶一郎の健者のBORDER30〜専門医が導く健康への分かれ道〜（TOKYO MX）
- 座TOKYO 見よ!これが世界の東京だ（TOKYO MX、1月1日）
- 米仏ワイン対決 40年目の決着in東京（BS11）

### ボイスオーバー
- 世界遺産 時を刻む（NHK BSプレミアム）
- 遅咲きのヒマワリ～ボクの人生、リニューアル～（フジテレビ系列）
- 密会の宿9（テレビ東京系列）

### その他コンテンツ
- ユナイテッドシネマ スパイスチャンネル